# JLG/自画像
『JLG/自画像』（ジーエルジェーじがぞう、フランス語: JLG/JLG - autoportrait de décembre）は、1995年公開のジャン＝リュック・ゴダール監督による、フランス・スイス合作のドキュメンタリー映画、ドラマ映画である。  

## 略歴・概要
本作の製作は、当時すでに活動を停止しているJLGフィルムではなく、ペリフェリアが行った。ロケーション撮影は、スイス・ヴォー州、ゴダールがアトリエを構えるレマン湖に面した町・ロールである。ゴダールが湖の対岸を指さし、「Kingdom of France」（「フランスの王国」の意）と言うシーンがある。
映画局査察官役で、アンドレ・S・ラバルト、ルイ・セガン、ベルナール・エイゼンシッツという3人の批評家が出演している。
作中のゴダールによるモノローグで、「ロベルト - ジャック - ボリス - ニコラス」、つまりロベルト・ロッセリーニ、ジャック・ロジエ、ボリス・バルネット、ニコラス・レイとならべ、「自ら映画となる」として、それぞれの作品の音声が引用するシーンがある。
フランスでの配給は、大手配給会社ゴーモンが行ったが、クレジットでは正式社名ではなく、「Les successeurs de Léon Gaumont」（「レオン・ゴーモンの継承者たち」の意）と表記された。レオン・ゴーモン（Léon Gaumont、1864年 - 1946年）とは、現在のゴーモンの前身である「L・ゴーモン商会」を1895年に設立した人物である。
1995年2月、第45回ベルリン国際映画祭で上映された。日本では、2002年（平成14年）8月17日、日本再映の『フレディ・ビュアシュへの手紙』とのカップリングで初公開された。

## キャスト
- ジャン＝リュック・ゴダール - JLG （ジャノ、あるいはジャン氏）
- ジュヌヴィエーヴ・パスキエ （Geneviève Pasquier） - 編集助手志望の盲目女性
- ドゥニ・ジャド （Denis Jadót）
- ブリジット・バスチャン （Brigitte Bastien） - 家政婦ブリジット
- エリザベート・カザ （Elisabeth Kaza） - 森の老女
- アンドレ・S・ラバルト - 映画局査察官
- ルイ・セガン （Louis Seguin） - 映画局査察官
- ベルナール・エイゼンシッツ - 映画局査察官
- ナタリー・アギヤール （Nathalie Aguillar） - 本を読む少女

## 註
1. ↑  “New York Times: JLG/JLG - Self-Portrait in December”. NY Times. 2008年8月17日閲覧。
2. 1 2  #外部リンク欄のインターネット・ムービー・データベースリンク先の項の記述を参照。二重外部リンクを省く。